# Брілль Юхим Олександрович
Юхим Олександрович Брілль (нар. 13 (25) вересня 1896, Кишинів — 27 липня 1959, Київ) — російський радянський театральний режисер і педагог.

## Життєпис
Народився 13 (25 вересня) 1896 року в місті Кишиневі Бессарабської губернії в родині службовця. У 1915–1919 роках навчався на юридичному факультеті Новоросійського університету, у 1918–1921 роках — в Одеській театральній студії. У 1922–1926 роках — помічник режисера і режисер Одеського театру «Массодрам» і Держдрамтеатру. У 1926–1930 роках — режисер Нижньогородського драматичного театру, у 1930–1936 роках — театру Корша в Москві, Московського ТЮГу, Центрального театру Червоної армії. У 1936–1940 роках — художній керівник Нижньогородського драматичного театру, в 1940–1943 роках — художній керівник драматичного театру в Ростові-на-Дону. У роки німецько-радянської війни разом з театром евакуювався в східні регіони СРСР. З 1943 року очолив Свердловський драматичний театр і керував ним до 1952 року. У 1952–1954 роках працював у Башкирському театрі опери та балету в Уфі, 1954–1955 роках — у Челябінському драматичному театрі, у 1955–1959 роках — режисер Українського академічного театру імені І. Франка у Києві.

Могила Юхима Брілля

Помер 27 липня 1959 року в Києві. Похований на Байковому кладовищі.

## Театральні роботи
Горьковський державний театр драми:
- 1937 — «Земля» М. Є. Вірти;
- 1937 — «Зикови» М. Горького;
- 1938 — «Неспокійна старість» Л. Рахманова;
- 1940 — «Чайка» А. П. Чехова;

Ростовський академічний театр драми імені М. Горького:
- 1940 — «Кремлівські куранти» М. Ф. Погодіна;

Свердловський державний академічний театр драми:
| - 1944 — «Дядя Ваня» А. Чехова; - 1944 — «Собака на сіні» Лопе де Вега; - 1946 — «Сірано де Бержерак» Е. Ростана; - 1947 — «Мужність» Г. Берьозко; | - 1947 — «Переможці» Б. Чирскова; - 1949 — «Дорога перших» О. Салинського; - 1950 — «Привалівські мільйони» Д. Маміна-Сибіряка; - 1952 — «Ревізор» М. В. Гоголя. |

## Відзнаки
Заслужений діяч мистецтв РРСФР (з 1940 року). Лауреат Сталінської премії (1946; за виставу «Отелло» Дж. Верді в Свердловському театрі опери і балету).